# Frank Rillich

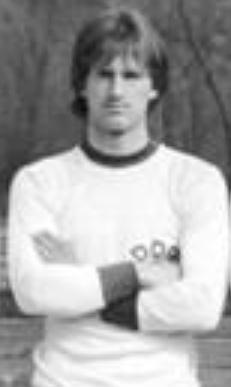
Frank Rillich 1980 als Junioren-Nationalspieler

Frank Rillich (* 14. November 1962 in Rostock) war Fußballspieler in der DDR-Oberliga. In der höchsten ostdeutschen Spielklasse war er für den FC Hansa Rostock aktiv, mit dem er 1991 Meister und Pokalsieger wurde. Rillich ist 26-facher DDR-Nachwuchs-Nationalspieler.

## Sportliche Laufbahn

### Nachwuchsfußballer
Rillich kam 1973 von der LSG Elmenhorst in die Kindermannschaft des FC Hansa Rostock. 1975/76 spielte er eine Saison lang bei der Betriebssportgemeinschaft (BSG) Schiffahrt/Hafen Rostock, kehrte danach aber wieder zum FC Hansa zurück und wurde Schüler der Kinder- und Jugendsportschule in Rostock. 1978 wurde er mit der Jugendmannschaft DDR-Meister. Als Juniorenspieler wurde er 1979 in die DDR-Junioren-Nationalmannschaft aufgenommen. Sein erstes Junioren-Länderspiel bestritt er am 4. August 1979 im Rahmen der „Jugendwettkämpfe der Freundschaft“ in Polen gegen Nordvietnam (2:0). Er wurde auf der Position des linken Verteidiger eingesetzt, auf der er auch im Laufe seiner späteren Laufbahn einen Stammplatz hatte. Bis 1981 absolvierte Rillich insgesamt 26 Länderspiele mit der Juniorenauswahl. 1981 begann er auch eine Lehre zum Elektromechaniker, die er 1984 abschloss.

### DDR-Oberliga-Spieler
Zur Saison 1980/81 wurde Rillich in die Hansa-Nachwuchsmannschaft aufgenommen, die in der DDR-Nachwuchsoberliga spielte. Dort entwickelte er sich als Linksverteidiger zum Stammspieler, er bestritt 22 der 26 Punktspiele und erzielte aus der Abwehr heraus zwei Tore. Bereits ein Jahr später wurde er 18-jährig für das DDR-Oberliga-Aufgebot nominiert. Er kam sofort am 1. Spieltag am 22. August 1981 in der Begegnung 1. FC Magdeburg – Hansa Rostock (3:2) auf seiner Stammposition zum Einsatz. Bis 1984 war er regelmäßig in der Standardaufstellung der Oberligamannschaft zu finden und hatte 1983/84 die intensivste Saison seiner Karriere, als er 20 Punktspiele bestritt und dabei auch noch drei Tore erzielte. Ab 1984 begann der 1,82 m große Rillich mit Gewichtsproblemen zu kämpfen. Seine Einsatzrate sank von 15 1984/85 auf 11 in der Saison 1985/86. Als der FC Hansa nach der Spielzeit 1985/86 aus der Oberliga abgestiegen war, fiel Rillich der Kaderbereinigung zum Opfer und wurde zur BSG Schiffahrt/Hafen ausdelegiert.

### In der zweitklassigen DDR-Liga
Die Schiffahrt/Hafen-BSG spielte in der Saison 1986/87 als Aufsteiger in der zweitklassigen DDR-Liga und war damit direkter Ligakonkurrent des FC Hansa. Rillich konnte sich bei Schiffahrt/Hafen wieder einen Stammplatz erkämpfen und versäumte nur zwei der 34 Punktspiele. Am Saisonende musste er mit seiner Mannschaft erneut absteigen und begann die Spielzeit 1987/88 in der drittklassigen Bezirksliga Rostock. Bereits im November 1987 wurde er zum Wehrdienst eingezogen und zur Frankfurter Bezirksligamannschaft der Armeesportgemeinschaft Vorwärts Straußberg abkommandiert. Nach seiner Entlassung aus der Armee kehrte Rillich im Mai 1989 zur BSG Schiffahrt/Hafen zurück, die inzwischen wieder in der DDR-Liga spielte.

### Meister und Pokalsieger
Anfang 1990 holte der FC Hansa Rillich in seine Oberligamannschaft zurück, nachdem gleich mehrere Abwehrspieler wegen Verletzungen ausgefallen waren. Inzwischen wieder mit Normalgewicht fand er sich ohne Schwierigkeiten wieder in der Oberliga zurecht und bestritt von den restlichen 13 Punktspielen elf Partien. 1990/91 ging die DDR-Oberliga bedingt durch die deutsche Wiedervereinigung in ihre letzte Saison, der FC Hansa nominierte Rillich erneut als seinen Abwehrspieler. Dieser war in den Spielen der Hinrunde wieder in der Verteidigung gesetzt, nun aber überwiegend auf der rechten Seite. In der Rückrunde verlor er seinen Stammplatz an den acht Jahre jüngeren Mike Werner. Trotzdem kam Rillich noch auf 19 Punktspiele und war damit auch wesentlich am Meisterschaftsgewinn der Rostocker beteiligt. Darüber hinaus gewann der FC Hansa mit dem 1:0-Sieg über den Eisenhüttenstädter FC Stahl auch den 1991er Pokal. Rillich war im Endspiel am 2. Juni 1991 von der 74. Minute an dabei. Es war zugleich sein letztes Pflichtspiel für den FC Hansa, danach beendete er seine Laufbahn als Leistungsfußballer. In seinen sieben Spielzeiten für Hansa Rostock hatte er 112 Oberligaspiele bestritten, in denen er vier Tore erzielte. Außerdem wurde er in 13 Pokalspielen eingesetzt, in der er ein weiteres Tor schoss.
Als Freizeitfußballer spielte er ab 1991 bei der LSG Elmenhorst, der er bereits nach einem Jahre zum Aufstieg in die damals sechstklassigen Bezirksliga Rostock verhalf. Noch 2011 spielte Rillich für die Traditionsmannschaft des FC Hansa Rostock.